# Tecomate de Beltrán
Tecomate de Beltrán är en ort i Mexiko.   Den ligger i kommunen Ixhuatlán de Madero och delstaten Veracruz, i den sydöstra delen av landet, 180 km nordost om huvudstaden Mexico City. Tecomate de Beltrán ligger 208 meter över havet och antalet invånare är 230.
Terrängen runt Tecomate de Beltrán är kuperad åt sydväst, men åt nordost är den platt. Runt Tecomate de Beltrán är det ganska tätbefolkat, med 75 invånare per kvadratkilometer. Närmaste större samhälle är La Ceiba, 13,3 km norr om Tecomate de Beltrán. I omgivningarna runt Tecomate de Beltrán växer huvudsakligen savannskog.